# Trigonocapnos lichtensteinii
Trigonocapnos lichtensteinii là một loài thực vật có hoa trong họ Anh túc. Loài này được (Cham. & Schltdl.) Lidén miêu tả khoa học đầu tiên năm 1986.